# 3120 Dangrania
3120 Dangrania è un asteroide della fascia principale. Scoperto nel 1979, presenta un'orbita caratterizzata da un semiasse maggiore pari a 3,0279843 UA e da un'eccentricità di 0,0974555, inclinata di 12,95154° rispetto all'eclittica.
L'asteroide è dedicato allo scrittore sovietico Daniil Aleksandrovič Granin.